# Canelones (departament)
Canelones – departament Urugwaju położony w południowej części kraju nad Atlantykiem. Canelones graniczy z następującymi depertamentami: od zachodu z San José, od północy z Florida, od wschodu z Lavalleja i Maldonado, natomiast na południu graniczy z stolicą kraju Montevideo.
Ośrodkiem administracyjnym powstałego w 1816 departamentu jest miasto Canelones. Jednak największym miastem jest Ciudad de la Costa, które wchodzi w skład aglomeracji Montevideo.
Departament o powierzchni 4536 km² zamieszkiwało w 2004 485,0 tys. osób (2. miejsce w kraju). Dawało to gęstość zaludnienia 106,9 mieszk./km².